# Choros (Villa-Lobos)
Choros é o título de uma série de composições do compositor brasileiro Heitor Villa-Lobos, compostas entre 1920 e 1929.

## Origem e concepção
A palavra chôro, vem de "chorar" ou "lamentação", e passou a ser o nome usado para a música tocada por um conjunto de músicos de rua brasileiros (chamados chorões) usando instrumentos africanos e europeus, que improvisam de forma muitas vezes dissonante, um tipo de contraponto, chamado contracanto. Nesse contexto, o termo não se refere a nenhuma forma definida de composição, mas sim a uma variedade de estilos musicais.  Villa-Lobos descreveu o conceito básico de seu Choros como uma "brasilofonia" - uma extensão do chôro dos músicos de rua populares a uma síntese pan-brasileira do folclore nativo, tanto indígena, quanto popular. 
A décima obra da série é para o coro misto e grande orquestra, e cita extensamente uma canção popular, composta originalmente como schottische instrumental, Yará, em 1896 por Anacleto de Medeiros . Em 1907, Catullo da Paixão Cearense transformou-a em canção popular, acrescentando letra à melodia, renomeando-a como "Rasga o coração". A obra de Villa-Lobos traz essa frase como subtítulo. 

## História
A série de Choros foi composta entre 1920 e 1929, mas nem todas as peças foram compostas em ordem numérica. Às vezes, quando Villa-Lobos estava trabalhando em uma peça da série, lhe ocorria uma ideia para outra mais à frente, e então ele compunha um novo Choros em torno daquele ritmo ou tema e atribuía a número maior, na expectativa de escrever peças entre elas. Por exemplo, enquanto Choros no. 7 foi escrito em 1924, os Choros 3, 4, 5 e 6 não foram compostos até 1925 e 1926, e a Introdução aos Choros foi escrita apenas em 1929. 

## A sérieChoros
- Introdução aos Choros: Abertura (Introdução aux Choros: Ouverture), para violão e orquestra (1929) [2 flautins, 2 flautas, 2 oboés, corne-inglês, 2 clarinetes, clarinete baixo, saxofone alto, 2 fagotes, contrafagote, 4 trompas, 4 trompetes, 4 trombones, tuba, tímpanos, tam-tam, prato, celesta, xilofone, piano, 2 harpas, violão (com microfone), violinos I, violinos II, viola, violoncelos, contrabaixos] [5] ou [flautim, 2 flautas, 2 oboés, corne-inglês, 2 clarinetes, clarinete baixo, saxofone, 2 fagotes, contrafagote, 4 trompas, tuba, tímpanos, tam-tam, xilofone, celesta, 2 harpas, piano, cordas] [6]
- N.⁰ 1 para violão (1920)
- N.⁰ 2 para flauta e clarinete (1924)
- N.⁰ 3 para coro masculino ou sete instrumentos de sopro, ou ambos juntos (1925) "Pica-pau" [Coro masculino (2 tenores, barítono, baixo), clarinete, saxofone alto, fagote, 3 trompas, trombone]
- N.⁰ 4 para 3 trompas e trombone (1926)
- N.⁰ 5 para piano (1925) "Alma brasileira"
- N.º 6 para orquestra (1926) [flautim, 2 flautas, 2 oboés, corne-inglês, clarinete, clarinete baixo, 2 fagotes, contra-fagote, 4 trompas, 3 trombetas, 4 trombones, tuba, tímpanos, tam-tam, saxofone, xilofone, sinos, pratos, baixo, bateria, celesta, 2 harpas, cordas e outros instrumentos de percussão]
- N.⁰ 7 para sopro, violino e violoncelo (1924) "Settimino" (Septeto) [flauta, oboé, clarinete, saxofone alto, fagote, tam-tam (ad lib.), violino, violoncelo]
- N.º 8 para orquestra grande e 2 pianos (1925) "Dança Chôro" [flautim, 2 flautas, 2 oboés, corne-inglês, 4 clarinetes. clarinete baixo, saxofone, 2 fagotes, contra-fagote, 4 trompas, 4 trompetes, 4 trombones, tuba, tímpanos, tam-tam, xilofone, triângulo, outros instrumentos de percussão, pratos, celesta, 2 harpas, cordas]
- N.⁰ 9 para orquestra (1929) [Piccolo, 2 flautas, 2 oboés, corne-inglês, 3 clarinetes, clarinete baixo, 2 fagotes, contra-fagote, 4 trompas, 4 trombetas, 4 trombones, tuba, tímpanos, tam-tam, bombo, tambor, tambor surdo, camisão (grande e pequeno), pio, triângulo, reco, tartaruga, cax, cho (metal e madeira), xilofone, vibrafone, celesta, 2 harpas e cordas]
- N.⁰ 10 para coro e orquestra (1925) "Rasga o coração" [flautim, 2 flautas, 2 oboés, corne-inglês, 2 clarinetes, saxofone, 2 fagotes, contrafagote, 3 trompas, 2 trompetes, 2 trombones, 2 tímpanos, tam-tam, pandeiro, tambor, caxambu, 2 puitas, surdo, bateria, reco-reco (grande e pequeno), chocalhos de metal e de madeira, piano, harpa, cordas]
- N.⁰ 11 para piano e orquestra (1928) [flautim, 3 flautas, 2 oboés, corne-inglês, 2 clarinetes, clarinete baixo, saxofone soprano, saxofone alto, requinta, 2 fagotes, contrafagote, 4 trompas, 4 trompetes, 4 trombones, tuba, tímpanos, tam-tam, reco-reco, chocalhos, xilofone, sinos, tambor, bombo, címbalos, pandeiro, celesta, 2 harpas, cordas, piano]
- N.⁰ 12 para orquestra (1929) [2 flautins, 3 flautas, 3 oboés, corne-inglês, 3 clarinetes, clarinete baixo, 2 saxofones, 3 fagotes, contrafagote, 8 trompas, 4 trompetes, 4 trombones, tuba, tímpanos, tam- tam, pratos, cuica, bombo, xilofone, tambor, celesta, 2 harpas, piano, cordas]
- N º 13 para banda e 2 orquestras (1929) - partitura perdida, exceto fragmento de partitura curta que consiste na primeira página de uma redução para piano, realizada pelo Museu Villa-Lobos.[7]
- N.⁰ 14 para orquestra, banda e coro (1928) - partitura perdida
- Choros bis, para violino e violoncelo (1928-1929)